# You Are the Only One (пісня)
«You Are the Only One» (укр. Ти — єдина) — сингл російського виконавця Сергія Лазарєва, з якою він був заявлений на виступ в конкурсі «Євробачення 2016». Презентація синглу та відеокліпу відбулася в програмі «Вести в суботу» 5 березня 2016 року у телеканалі «Росія-1». Авторами синглу виступили Дімітріс Контопулос і Филип Кіркоров.

## Створення пісні
В одному з інтерв'ю, Сергій Лазарєв розповів, що не відразу погодився на участь в конкурсі. За його словами, він вісім років обходив конкурс стороною, але йому все ж багато разів пропонували представити країну на конкурсі. Про те, що Сергій Лазарєв представлятиме Росію на конкурсі Євробачення 2016, стало відомо на початку грудня 2015 року. Пізніше, деякий час до березня про пісню і її виконавця нічого не було чутно. 2 березня в офіційному акаунті Філіпа Кіркорова був опублікований тизер до відеокліпу. Авторами музики є грецький композитор Дімітріс Контопулос і російський співак і продюсер Філіп Кіркоров. Текст для композиції був підготовлений Джоном Баллардом і Ральфом Чарлі. Реліз композиції відбувся 5 березня 2016 року у телеканалі «Росія-1». 10 травня 2016 року Сергій Лазарєв виконає пісню в першому півфіналі конкурсу Євробачення 2016.

## Оцінки
Російський продюсер, співак і композитор, а також автор конкурсної пісні Філіп Кіркоров оцінив пісню по достоїнству і так само в своїй думці згадав, що в Росії є артисти, які можуть представляти музику:
Сам виконавець пісні Сергій Лазарєв під час інтерв'ю одному з російських телеканалів зізнався, що пісня і уявлення Росії на конкурсі Євробачення 2016 зірвало йому відпустку після концертного туру. Він прокоментував і пісню і цей момент:

## Список композицій
| Цифрова Дистрибуція | Цифрова Дистрибуція    | Цифрова Дистрибуція                                            | Цифрова Дистрибуція | Цифрова Дистрибуція |
| #                   | Назва                  | Автор                                                          | Продюсер(и)         | Тривалість          |
| ------------------- | ---------------------- | -------------------------------------------------------------- | ------------------- | ------------------- |
| 2.                  | «You Are the Only One» | Дімітріс Контопулос, Филип Кіркоров, Джон Баллард, Ральф Чарлі | Дімітріс Контопулос | 3:06                |

## Історія релізу
| Регіон | Дата           | Формат           | Лейбл                    |
| ------ | -------------- | ---------------- | ------------------------ |
| Світ   | 5 березня 2016 | Digital download | State Television Company |